# Kavadh I.

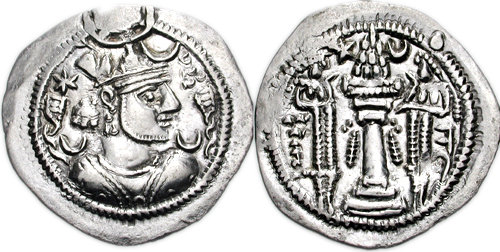
Bildnis Kavadhs I. auf einem Dinar

Kavadh I. (persisch قباد Qobād [ɢoˈbɔːd]; † 13. September 531) aus dem Geschlecht der Sassaniden war von 488 bis 496 und wieder von 499 bis 531 persischer Großkönig.

## Leben
Folgt man der Angabe in der Chronik des Johannes Malalas, so starb Kavadh im Alter von 82 Jahren und wurde folglich 449 geboren. Hingegen behauptet Prokopios von Caesarea, Kavadh sei sehr jung auf den Thron gekommen, und Dinawari gibt sein Alter bei der Machtübernahme mit 15 an; in diesem Fall wäre er erst 473 geboren worden. Hierfür würde sprechen, dass Kavadh 484, beim Schlachtentod seines Vaters Peroz I., zunächst zugunsten seines Onkels Balasch übergangen wurde, obwohl er der einzige überlebende Sohn des gefallenen Königs war. Er kam dann im Jahre 488 (laut Tabari mit Unterstützung der „hunnischen“ Hephthaliten) auf den Thron, wobei die genauen Umstände des Todes seines Onkels und Vorgängers Balasch im Unklaren bleiben: entweder starb dieser eines natürlichen Todes, oder aber er wurde von Kavadh gestürzt.
Kavadh gelang es, die beiden größten Adelshäuser (die Mihran und die Karen) geschickt gegeneinander auszuspielen, so dass er relativ freie Hand bei der Ausübung seiner Regierung gewann. Wohl 493 ließ er den übermächtigen Adligen Sukhra, der ihn anfangs dominiert hatte, hinrichten. Dennoch kam es zu Problemen, als die so genannte mazdakitische Bewegung (siehe Mazdakiten) im Reich an Boden gewann. Die Mazdakiten propagierten eine Lebensführung, die teils in der modernen Forschung (wenig genau) mit einer Frühform des Kommunismus gleichgesetzt wurde und vielleicht vom Manichäismus beeinflusst war. Offenbar forderten sie Gemeinschaftsgüter und Frauengemeinschaften. Man wird am ehesten von einer im Kern religiösen Bewegung mit betont sozialer Zielrichtung sprechen können, die aber auch im persischen Adel Anhänger hatte.

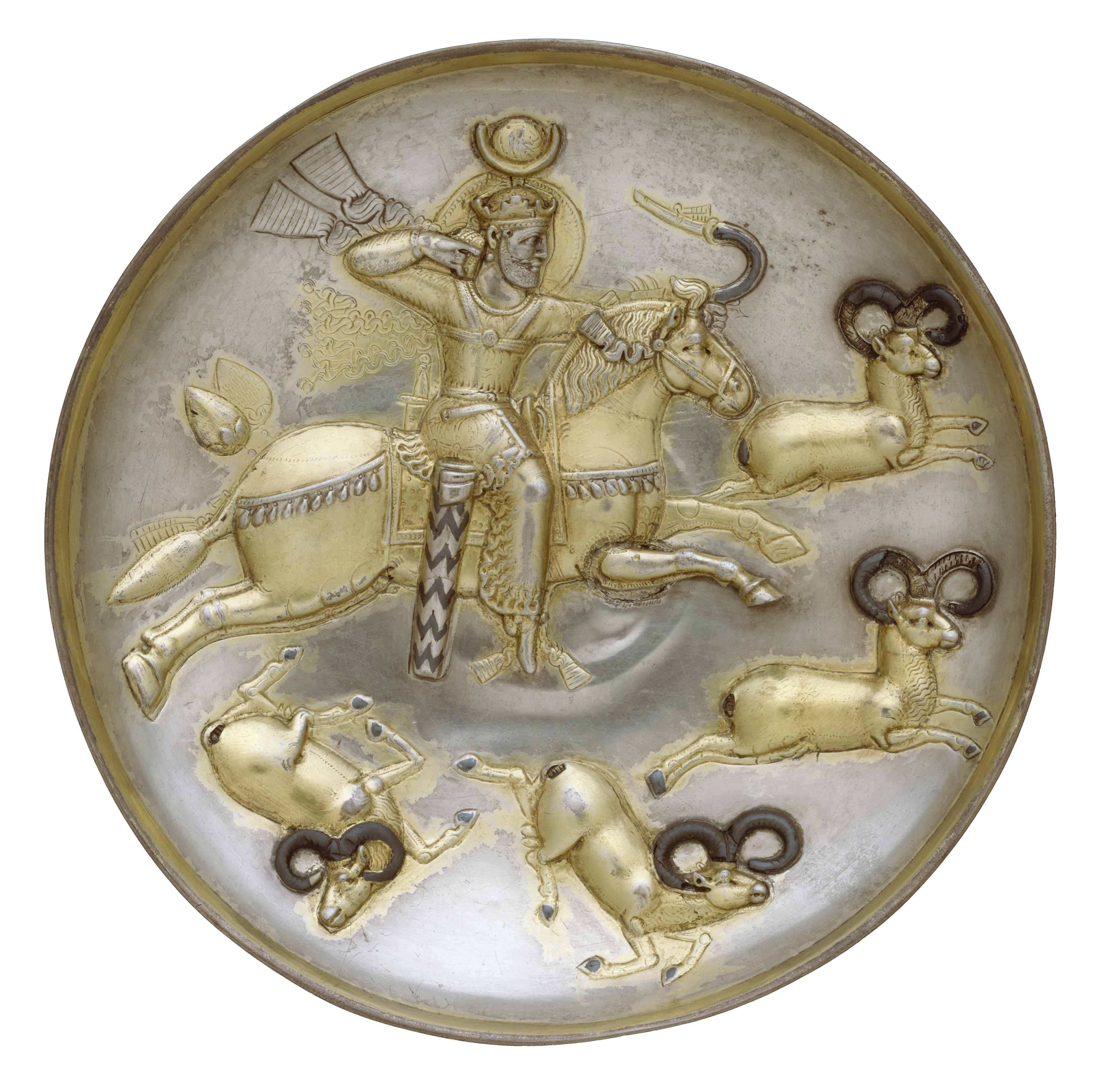
Darstellung einer Jagdszene mit Kavadh I.

Die Rolle, die der König nun spielte, ist unklar. Meist wird angenommen, Kavadh habe ein gefährliches Spiel gespielt, indem er manche Zielvorstellungen der Mazdakiten aufgriff (wie die Entmachtung des Adels), um diese seinen eigenen Interessen dienlich zu machen. Eine Adelsrevolte fegte die Mazdakiten zeitweilig beiseite und führte zur vorläufigen Entmachtung Kavadhs (496), der aber nicht getötet wurde, sondern in der berüchtigten Festung des Vergessens geworfen wurde. Statt seiner wurde sein Bruder (?) Zamasp neuer Großkönig. Kavadh gelang es jedoch zu fliehen und 499 mit Hilfe der Hephthaliten wieder an die Macht zu gelangen. Es folgten offenbar Jahre der Kooperation mit den Mazdakiten, bis diese in den 20er-Jahren des 6. Jahrhunderts – vielleicht auf Druck des designierten Thronfolgers (des späteren Chosrau I.) – Stück für Stück beiseitegeschoben, entmachtet und schließlich verfolgt wurden. Es ist aber auch vermutet worden, dass es gar keinen direkten Zusammenhang zwischen den Maßnahmen des Königs und den Forderungen der Mazdakiten gegeben habe.
Ende 502 brachen an der Westgrenze heftige Kämpfe mit dem Oströmischen Reich aus, obwohl hier seit Jahrzehnten trotz mancher Spannungen Frieden geherrscht hatte (siehe Römisch-Persische Kriege). Die Gründe sind nicht ganz klar; einerseits scheint Kaiser Anastasius geglaubt zu haben, die Perser seien durch innere Wirren zu schwach, um eine Bedrohung darzustellen, andererseits hatte das Sassanidenreich, verbündet mit den Hephthaliten, zu dieser Zeit gerade keine anderen Feinde, so dass Kavadh versuchen konnte, seine wieder gewonnene Krone durch militärische Siege über die Römer zu sichern. Zudem benötigte Kavadh vermutlich Geld, um die königlichen Kassen wieder zu füllen. Nach wochenlanger Belagerung konnten die vom König persönlich geführten persischen Truppen die wichtige Festung Amida im Januar 503 einnehmen und Gefangene machen; ein großes kaiserliches Heer konnte Kavadh bald darauf in offener Feldschlacht besiegen. 506 wurde schließlich nach wechselvollen, blutigen Kämpfen ein Waffenstillstand geschlossen, da die Römer inzwischen eine erfolgreiche Gegenwehr organisiert und persisches Gebiet verheert hatten und die Sassaniden zudem an ihrer Nordgrenze durch hunnische Angriffe bedroht waren. Die Waffenruhe war auf 7 Jahre begrenzt, hielt aber zwei Jahrzehnte.
Nachdem sich die persisch-römischen Beziehungen zwischenzeitlich so sehr verbessert hatten, dass Kavadh Kaiser Justin I. um 525 sogar darum bat, seinen Lieblingssohn Chosrau (I.) zu adoptieren, flammte der Konflikt dann um 526 erneut auf. Der Grund war diesmal u. a. der Versuch Kavadhs, das größtenteils christliche Iberien (das heutige Georgien) für den Zoroastrismus zu gewinnen bzw. zu verhindern, dass das kleine, aber strategisch wichtige Gebiet unter römischen Einfluss geriet. In der Schlacht bei Dara konnten die Truppen des neuen Kaisers Justinian die Perser 530 schlagen, ein Jahr später hingegen siegten diese in der Schlacht von Callinicum über die Römer. Noch während der Krieg andauerte, verstarb 531 Kavadh, und sein Favorit und dritter Sohn Chosrau I. bestieg den Thron. Dieser sollte das Sassanidenreich zu dessen Höhepunkt führen, wobei er aber auch von der Politik Kavadhs profitierte, der in seinen letzten Jahren die Zentralmacht beträchtlich stärken konnte.
Die wichtigsten Quellen zu Kavadh sind Prokopios von Caesarea, (Pseudo-)Josua Stylites und Tabari.